# Penicillium albidum
Penicillium albidum är en svampart som beskrevs av Sopp 1912. Penicillium albidum ingår i släktet Penicillium och familjen Trichocomaceae.   Inga underarter finns listade i Catalogue of Life.